# Finale della Coppa delle Coppe 1980-1981
La finale della 21ª edizione della Coppa delle Coppe UEFA è stata disputata il 13 maggio 1981 al Rheinstadion di Düsseldorf tra Dinamo Tbilisi e Carl Zeiss Jena. All'incontro hanno assistito circa 5 000 spettatori. La partita, arbitrata dall'italiano Riccardo Lattanzi, ha visto la vittoria per 2-1 del club sovietico.

## Il cammino verso la finale
La Dinamo Tbilisi di Nodar Akhalkatsi esordì contro i greci del Kastoria battendoli col risultato complessivo di 2-0. Agli ottavi di finale gli irlandesi del Waterford furono sconfitti con un 5-0 tra andata e ritorno. Ai quarti i biancoblu affrontarono gli inglesi del West Ham Utd e si fecero notare grazie al 4-1 inflitto a Londra, che rese ininfluente la sconfitta per 1-0 di Tbilisi. In semifinale gli olandesi del Feyenoord furono sconfitti 3-0 nella gara d'andata, ma al ritorno diedero filo da torcere ai sovietici segnando due reti in sessanta minuti costringendoli a un forcing difensivo.
Il Carl Zeiss Jena di Hans Meyer iniziò il cammino europeo contro gli italiani della Roma perdendo all'Olimpico 3-0 e capovolgendo il risultato nella gara di ritorno con un perentorio 4-0. Agli ottavi gli spagnoli del Valencia campioni in carica, furono sconfitti col risultato totale di 3-2 (vittoria 3-1 in Germania Est e sconfitta 0-1 in Spagna). Ai quarti di finale i Blau-Gelb-Weiss affrontarono i gallesi del Newport County, passando il turno solo grazie all'1-0 in Gran Bretagna, dopo che in casa la gara d'andata si concluse sul 2-2. In semifinale i temibili portoghesi del Benfica persero all'andata 2-0 e vinsero, inutilmente, 1-0 la partita di ritorno.

## La finale
A Düsseldorf va in scena una finale tutta dell'Est Europa tra la Dinamo Tbilisi, seconda squadra sovietica a raggiungere la finale di Coppa delle Coppe dopo la Dinamo Kiev, e il Carl Zeiss Jena, seconda squadra tedesco orientale dopo il Magdeburgo a riuscire nell'impresa. La partita non ha molti sussulti, ma è combattuta e il primo tempo si conclude sullo 0-0. Nel secondo tempo i tedeschi vanno in vantaggio con Hoppe, ma la gioia dei pochi sostenitori dura solo quattro minuti a causa del pareggio di Vladimer Gutsaevi. A tre minuti dal termine la rete di Vit'ali Daraselia dà la meritata vittoria al club georgiano.

## Tabellino
| Arbitro: | Riccardo Lattanzi |

|                            |           |           |
| Gutsaevi 67’ Daraselia 86’ | Marcatori | 63’ Hoppe |

| Dinamo Tbilisi | Carl Zeiss Jena |

|                  |    |                     |  |     |
|                  |    |                     |  |     |
| P                | 1  | Otar Gabelia        |  |     |
| D                | 2  | Tamaz Kostava       |  |     |
| D                | 3  | Aleksandre Chivadze |  |     |
| D                | 4  | Nodar Khizanishvili |  |     |
| D                | 5  | Georgi Tavadze      |  | 67’ |
| C                | 6  | Vit'ali Daraselia   |  |     |
| C                | 7  | Zaur Svanadze       |  |     |
| C                | 8  | Tengiz Sulakvelidze |  |     |
| C                | 9  | Vladimer Gutsaevi   |  |     |
| A                | 10 | Davit Q'ipiani      |  |     |
| A                | 11 | Ramaz Šengelija     |  |     |
| Sostituzioni:    |    |                     |  |     |
| C                | 13 | Nugzar Kakilashvili |  | 67’ |
|                  |    |                     |  |     |
| Allenatore:      |    |                     |  |     |
| Nodar Akhalkatsi |    |                     |  |     |

|               |    |                        |  |     |
|               |    |                        |  |     |
| P             | 1  | Hans-Ulrich Grapenthin |  |     |
| D             | 2  | Gert Brauer            |  |     |
| C             | 3  | Gerhard Hoppe          |  | 89’ |
| D             | 4  | Wolfgang Schilling     |  |     |
| D             | 5  | Lothar Kurbjuweit      |  |     |
| D             | 6  | Rüdiger Schnuphase     |  |     |
| C             | 7  | Andreas Krause         |  |     |
| C             | 8  | Lutz Lindemann         |  |     |
| A             | 9  | Andreas Bielau         |  | 74’ |
| A             | 10 | Jürgen Raab            |  |     |
| A             | 11 | Eberhard Vogel         |  |     |
| Sostituzioni: |    |                        |  |     |
| C             | 13 | Ulrich Oevermann       |  | 89’ |
| C             | 15 | Thomas Töpfer          |  | 74’ |
| Allenatore:   |    |                        |  |     |
| Hans Meyer    |    |                        |  |     |